# Università di Loughborough
L'università di Loughborough (in inglese Loughborough University) è un istituto di istruzione universitaria britannico che si trova a Loughborough, nella contea inglese del Leicestershire.

## Storia
L'Università di Loughborough risale al 1909, anno di fondazione del Loughborough Technical Institute. Durante la prima guerra mondiale, l'edificio fu adibito a "fabbrica di istruzione" e formava le persone nel campo dell'industria bellica. Dopo aver cambiato nome in Loughborough College, l'istituzione acquisì la Burleigh Hall, che venne adibita a campus nel 1958. L'istituzione divenne un'università a tutti gli effetti nel 1966. Nel 1977, l'Università di Loughborough si fuse con il Training College di Loughborough. Dal 1994 al 2013, l'accademia entrò a far parte del 1994 Group, un'aggregazione di scuole britanniche che prese poi il nome di Russell Group. La scuola prese il nome di Università di Loughbourogh nel 1996. Nel 1998, essa si fuse con il Loughborough College of Art and Design. Nel 2013, l'Università di Loughborough acquisì l'ex centro di trasmissione del Parco Olimpico di Londra, divenuto un campus nel 2015.